# Annie Famose
Annie Famose, née le 16 juin 1944 à Jurançon, est une skieuse alpine française originaire des Pyrénées.
Elle fut membre à part entière de la fameuse équipe française de skieurs des années 1960. Elle dirige désormais un groupe de distribution d'articles de sport et de restaurants de montagne qu'elle a créé à Avoriaz et préside Skiset.
Elle est membre du conseil d'administration de l'Olympique lyonnais et du groupe Pierre & Vacances Center Parcs.

## Palmarès

### Jeux olympiques
| Épreuve / Édition | Descente | Géant  | Slalom |
| JO 1964 Innsbruck | 9e       | 5e     | —      |
| JO 1968 Grenoble  | 5e       | Argent | Bronze |
| JO 1972 Sapporo   | 8e       | —      | —      |

Légende :
- : deuxième place, médaille d'argent
- : troisième place, médaille de bronze
- — : n'a pas participé à cette épreuve

### Championnats du monde
| Épreuve / Édition         | Descente | Géant        | Slalom  | Combiné      |
| JO 1964 Innsbruck         | 9e       | 5e           | —       | Disqualifiée |
| Mondiaux 1966 Portillo    | Argent1  | 5e           | Or      | Argent       |
| JO 1968 Grenoble          | 5e       | Argent       | Bronze  | Bronze       |
| Mondiaux 1970 Val Gardena | —        | —            | Abandon | —            |
| JO 1972 Sapporo           | 8e       | Non partante | —       | —            |

Légende :
- : première place, médaille d'or
- : deuxième place, médaille d'argent
- : troisième place, médaille de bronze
- — : n'a pas participé à cette épreuve

1 Un test médical lors de l’hiver 1967 établit qu’Erika Schinegger est un homme. Le classement est officiellement révisé le 14 novembre 1988 et le titre de championne du monde est remis à Marielle Goitschel, Annie Famose devenant deuxième.

### Coupe du monde
- Meilleur résultat au classement général : 3e en 1967
  - Vainqueur de la coupe du monde de slalom en 1967
  - 2 victoires : 2 slaloms
  - 22 podiums

#### Différents classements en coupe du monde
| Saison / Épreuve | Saison / Épreuve | Général | Général | Descente | Descente | Slalom | Slalom | Géant  | Géant  |
| ---------------- | ---------------- | ------- | ------- | -------- | -------- | ------ | ------ | ------ | ------ |
| Saison / Épreuve | Saison / Épreuve | Class.  | Points  | Class.   | Points   | Class. | Points | Class. | Points |
| 1967             | 1967             | 3e      | 158     | 5e       | 38       | 1er    | 70     | 3e     | 50     |
| 1968             | 1968             | 6e      | 123     | 5e       | 48       | 8e     | 43     | 7e     | 32     |
| 1969             | 1969             | 6e      | 101     | 4e       | 35       | 4e     | 51     | 15e    | 15     |
| 1970             | 1970             | 10e     | 81      | 2e       | 48       | 12e    | 33     | -      | -      |
| 1971             | 1971             | 15e     | 45      | 7e       | 29       | 19e    | 10     | 19e    | 6      |
| 1972             | 1972             | 31e     | 8       | 21e      | 2        | 18e    | 6      | -      | -      |

#### Détail des victoires
| Saison / Épreuve | Slalom                    | Total |
| 1967             | Grindelwald Saint Gervais | 2     |
| Total            | 2                         | 2     |

### Arlberg-Kandahar
- Vainqueur des descentes 1963 à Chamonix et 1965 à Sankt Anton

### Championnats de France
Elle a été 6 fois Championne de France dont : 
- 2 fois Championne de France de Descente en 1963 et 1965
- 2 fois Championne de France de Slalom Géant en 1962 et 1964
- Championne de France de Slalom en 1963
- Championne de France de Combiné en 1963

Elle est l'une des rares championnes à avoir gagné dans toutes les disciplines, qui étaient au nombre de 4 à son époque.

### Récompenses et décorations
- Trophée Micheline Ostermeyer le 5 décembre 2007 (statuette d'après la Discobole du sculpteur Jacques Gestalder érigée à l'Insep près du stade Gilbert Omnès)

## Carrière d'entrepreneur
À la fin de sa carrière sportive, elle crée des magasins de sports, tout d'abord à Avoriaz, et des restaurants de montagne en faisant le premier groupe indépendant de magasins de sport. Elle met au point avec Isabelle Mir une nouvelle technique de formation du ski en créant le « Village des enfants » (Mir-Famose). Elle reçoit en 2005 le Prix Veuve Clicquot récompensant le mérite d'une chef d'entreprise. En 2006 elle fait partie de l'ouvrage photographique Téléphérique pour l'enfance sur Avoriaz (Fred Blanc, Astrid Bouygues - Éditions Jean-Michel Place). Elle reçoit, en décembre 2013, un Trophée d'honneur des Femmes en Or pour l'ensemble de sa carrière. Depuis, elle gère en famille ses affaires : son groupe supervise 900 point de vente franchisés sous enseigne Skiset en Europe et aux États-Unis et possède 6 restaurants à Saint-Tropez, 3 à Biarritz, 12 restaurants à Avoriaz ainsi que 10 magasins de ski. Elle préside par ailleurs l'office du tourisme de la station de ski.

## Vie privée
Annie Famose a deux enfants :  David, né en 1979, et Sarah, née en 1981, dont le père est Patrick Brémond.[réf. nécessaire]

## Distinctions
- Chevalier de la Légion d'honneur (12 octobre 1968)
- Officier de la Légion d'honneur (13 juillet 2010)[6]